# Gisela Staudigl

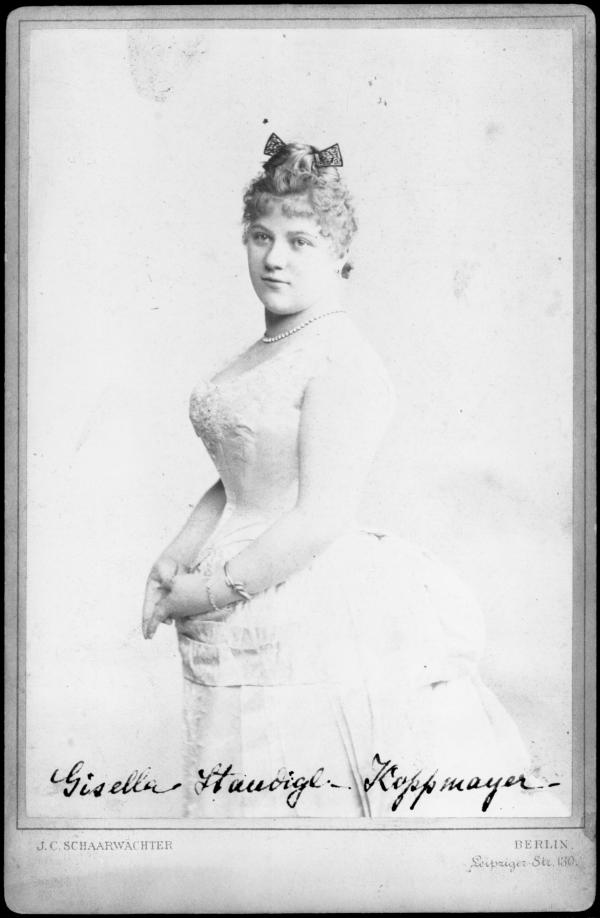
Gisella Staudigl Koppmayer, Fotografie von Julius Cornelius Schaarwächter (1847–1904)

Gisela Staudigl (* 3. September 1860 in Braunau am Inn als Gisella Anna Maria Koppmair; † 22. Februar 1929 in Karlsruhe) war eine österreichische Opernsängerin (Mezzosopran).

## Leben
Die Stimme der Tochter eines Staatsbeamten entwickelte sich schon in ihrer Kindheit zu auffälliger Modulationsfähigkeit und Stärke, so dass sich die Eltern, wohl nach längerem Sträuben, entschlossen, dieselbe bei der Marchesi ausbilden zu lassen. Die junge Sängerin machte schnelle Fortschritte und fiel bei ihren eifrigen Studien durch ein ganz besonders gutes Gedächtnis auf. Die Bühne betrat sie zuerst in Hamburg, wo sie als Amneris debütierte. Nach längerer Tätigkeit daselbst wurde sie an das Hoftheater nach Karlsruhe (1885) verpflichtet, wo sie sich zu einer Wagner-Sängerin allerersten Ranges ausbildete. An diesem Kunstinstitute erweiterte sie auch ihr Repertoire erheblich und trat am 1. September 1887 in den Verband der Hofoper in Berlin, wo sie fünf Jahre auf das Ehrenvollste wirkte. Bereits 1886 wurde die Künstlerin nach Bayreuth geladen, wo sie in der Premiere von „Tristan und Isolde“ als Brangäne zu sehen und hören war (ebenso in den Aufführungen von 1889, 1891 und 1892). Im Jahre 1892 begab sie sich auf Gastspielreisen, die sie nicht nur nach Wien, Dresden, Leipzig etc. führten, sondern auch nach Chicago, (dort hatte sie auch einen Auftritt mit Georgine von Januschofsky am Columbia Theatre) Milwaukee, St. Louis, Cincinnati und Boston. 1899 trat sie in den Verband des Hoftheaters in Wiesbaden.
Seit 1885 war sie mit dem Opernsänger Josef Staudigl verheiratet.